# Diecezja Guntur
Diecezja Guntur – diecezja rzymskokatolicka w Indiach. Została utworzona w 1940 z terenu diecezji Nellore.

## Ordynariusze
- Thomas Pothacamury (Pothakamuri) † (1940 - 1942)
- Ignatius Mummadi † (1943 - 1973)
- Balashoury Thanugundla † (1973 - 1974)
- Mariadas Kagithapu † (1974 - 1982)
- Bali Gali (1984 - 2016)
- Bhagyaiah Chinnabathini, od 2016